# Schafreuter
Schafreuter (lub Schafreiter albo Scharfreiter) – szczyt w paśmie Karwendel, w Alpach Wschodnich. Leży w Austrii, w kraju związkowym Tyrol, przy granicy z Niemcami. Szczyt można zdobyć ze schroniska Tölzer Hütte (1835 m).